# Dictyodendrilla cavernosa
Dictyodendrilla cavernosa är en svampdjursart som först beskrevs av Lendenfeld 1888.  Dictyodendrilla cavernosa ingår i släktet Dictyodendrilla och familjen Dictyodendrillidae. Inga underarter finns listade i Catalogue of Life.